# Huron-Kinloss
Huron-Kinloss es un municipio canadiense situado en la provincia de Ontario.

## Superficie
Huron-Kinloss tiene una superficie de 440,73 km².

## Demografía
En 2021, tenía 7723 habitantes, una densidad poblacional de 17,5 hab./km², y 4107 viviendas.